# Hugo Gross
Hugo Gross ( 1888 - 1951 ) fue un botánico francés.

## Algunas publicaciones
- Gross, H. 1913a. Remarques sur les Polygonées de l'Asie Orientale. Bulletin de Academie Internationale Géographie Botanique 23::7–32
- Gross, H. 1913b. Beiträge zur Kenntnis der Polygonaceen. Botanische Jahrbücher für Systematik 49::234–339

- La abreviatura «H.Gross» se emplea para indicar a Hugo Gross como autoridad en la descripción y clasificación científica de los vegetales.[1]

Realizó identificaciones y clasificaciones de más de 90 especies, las que publicaba habitualmente en: Bull. Acad. Int. Geogr. Bot., Repert. Spec. Nov. Regni Veg., Bot. Jahrb. Syst., Publ. Field Mus. Nat. Hist., Bot. Ser., Beih. Bot. Centralbl., Veg. Isl. Quelpaert.